# 林地蘑菇

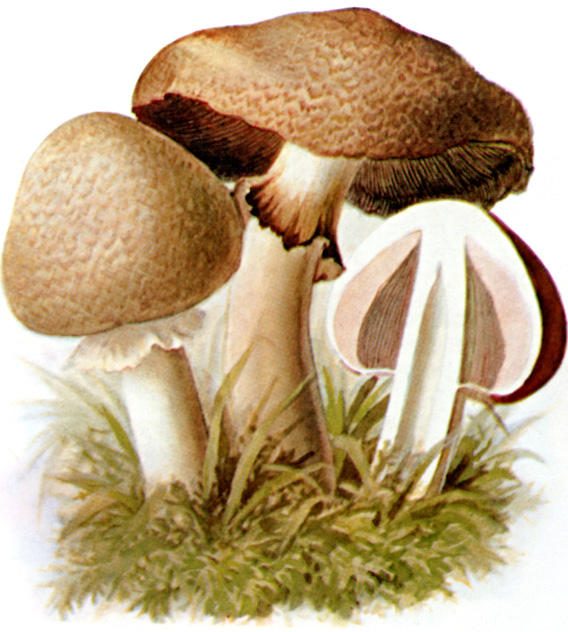
Agaricus silvaticus

林地蘑菇（学名：Agaricus silvaticus）是一种常见的可食用蘑菇，通常在夏初的针叶林可以见到。

## 描述
灰棕色的菌伞在生长初期是半圆形，直径到10厘米的时候变为扁平。菌褶生长初期是灰色的，后来颜色渐渐变暗。孢子为巧克力色。伞柄为褐色，菌肉为白色，切开后变红。